# Ізраїльські заручники в секторі Гази
Захоплення заручників під час вторгнення ХАМАС в Ізраїль сталося під час різанини 7 жовтня 2023 року, яку здійснено терористичною організацією ХАМАС, у святковий день Шміні ацерет. Напад включав у себе різанину в багатьох населених пунктах навколо сектора Гази, а також на музичному фестивалі біля Реїма. Терористи захопили 251 заручника, деякі з яких були військовими, а більшість — цивільними особами. Частина були іноземцями або мали громадянство інших країн, крім Ізраїлю. Викрадених вивезли в сектор Гази.
Під час війни Ізраїлю з ХАМАС, що послідувала після різанини 7 жовтня, звільнено / врятовано / знайдено мертвими 175 осіб: 138 заручників було звільнено живими (105 із них — у рамках першої угоди Ізраїлю і ХАМАСу і 21 — у рамках другої угоди); було знайдено та евакуйовано тіла 37 ізраїльтян, убитих і викрадених 7 жовтня або загиблих у ув'язненні. Крім цього, 3 заручники були помилково застрелені ізраїльськими військовими. Станом на 8 лютого 2025 року 73 заручники, як і раніше, утримуються в Газі. Припускають, що щонайменше з них 50 уже немає в живих; 34 із них офіційно визнано загиблими.

## Вторгнення

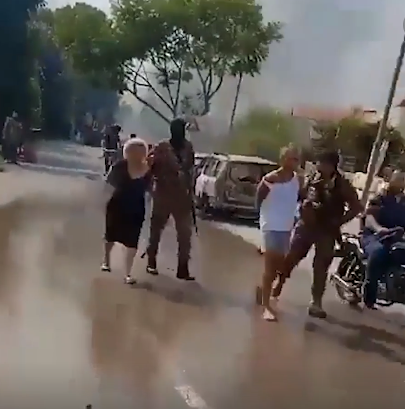
Бойовики ХАМАС із захопленими заручниками в кібуці Беері

7 жовтня 2023 року, приблизно о 6:30 ранку, у святковий день Шміні ацерет, що збігається в Ізраїлі зі святом Сімхат Тора, ХАМАС розпочав атаку на Ізраїль із сектору Гази. Атака включала в себе масоване вторгнення в прикордонні райони, напади на бази ЦАХАЛу і перестрілки з силами безпеки, масові вбивства цивільних осіб Ізраїлю, захоплення населених пунктів і військових об'єктів. Наземна терористична діяльність супроводжувалася і підтримувалася безперервним обстрілом Ізраїлю тисячами ракет.

## Захоплення заручників

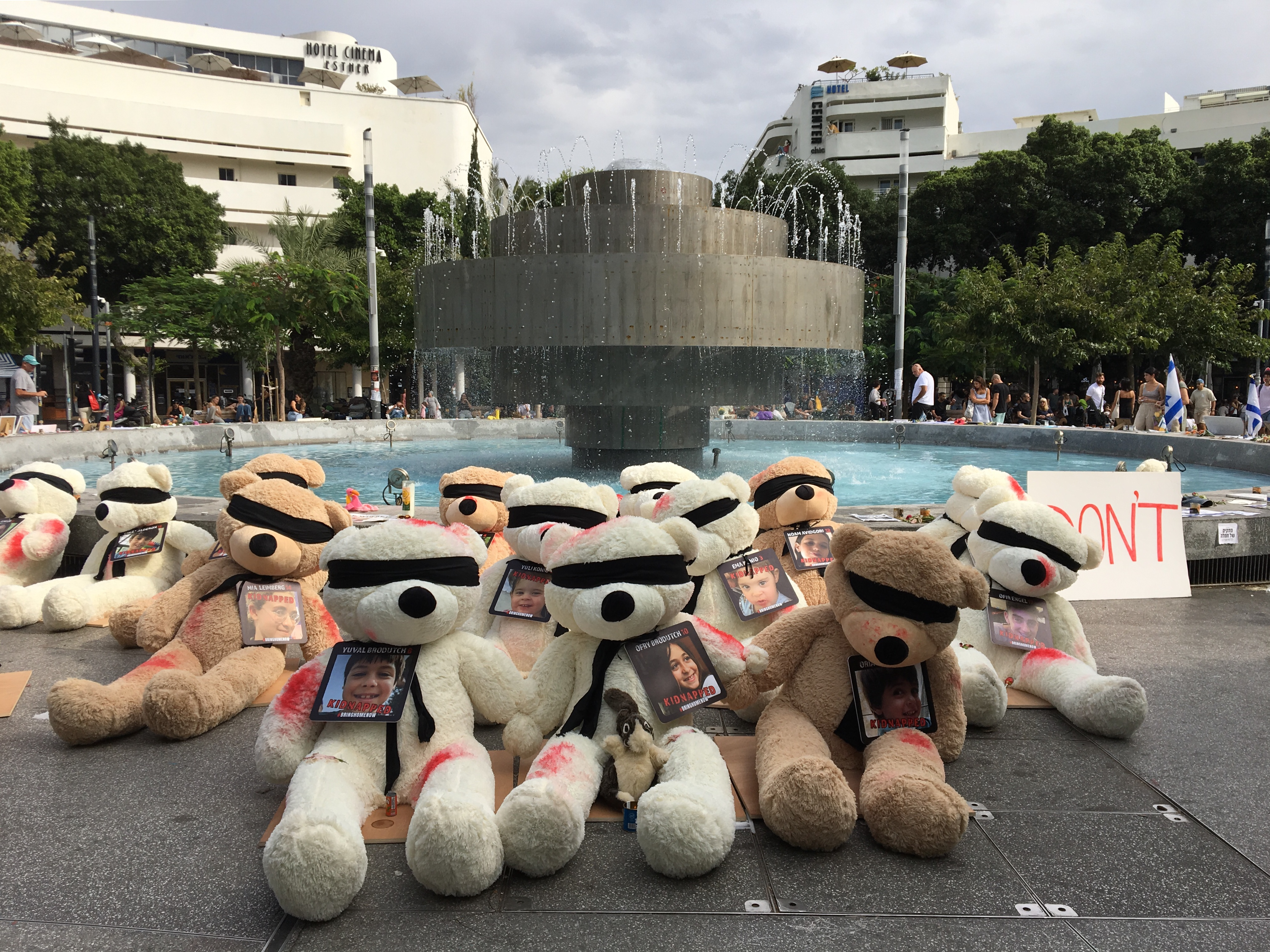
Плюшеві ведмедики із зав'язаними очима, вкриті червоними плямами (що символізують кров), на площі Дізенґоф у Тель-Авіві, які представляють 30 дітей, викрадених ХАМАСом

Близько 7:00 ранку бойовики ХАМАС, прорвавши кордон, вторглися в південні райони Ізраїлю, влаштувавши різанину в Нахаль-Оз, Голіт, Нір-Оз, Натів-га-Асарі, Беері та Кфар-Аза та інших населених пунктах. Вони також влаштували масову різанину на музичному фестивалі біля Реїма, що стала найбільшим терактом в історії Держави Ізраїль, вбивши 364 людини. Терористи викрали приблизно 251 заручника, переважно цивільних осіб, включно з людьми похилого віку, жінками і дітьми, та вивезли до сектора Гази. 16 жовтня ХАМАС опублікував відео з викраденою ізраїльтянкою Маєю Шем, яка також має громадянство Франції, і заявив, що палестинські угруповання утримують у полоні від 200 до 250 ізраїльтян та осіб із подвійним громадянством.

## Відомі інциденти під час викрадення

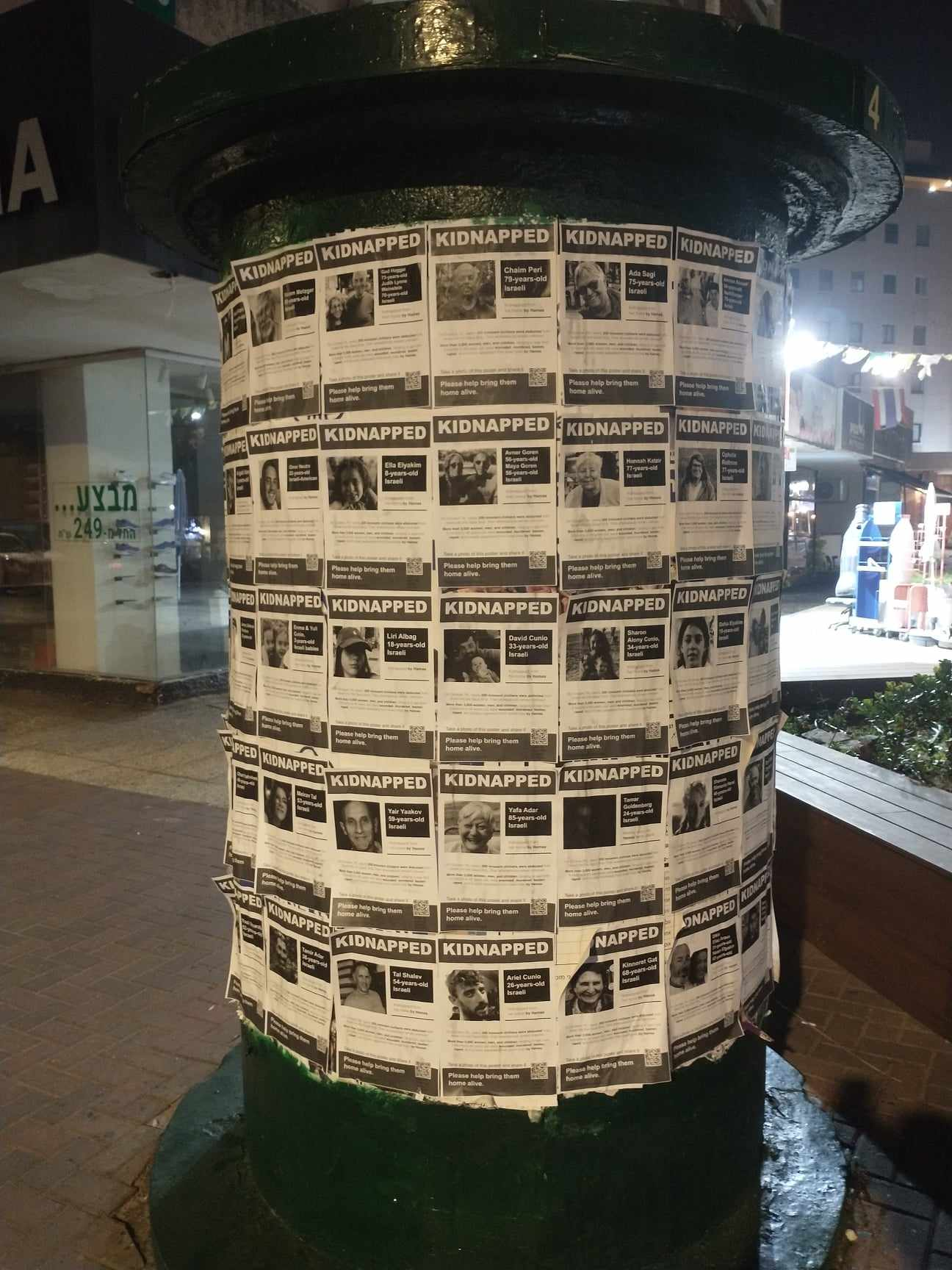
Оголошення про викрадених, Раанана

Всесвітньо відомою стала Шані Ніколь Лук, німецько-ізраїльська татуювальниця. Після різанини на музичному фестивалі в мережі було поширено відео, де її, нерухому і роздягнену до білизни, перевозили терористи в пікапі. Цей ролик, охарактеризований експертами з безпеки і коментаторами як пропаганда ХАМАСу в соціальних мережах, став одним із перших вірусних відеороликів після вторгнення ХАМАС в Ізраїль. Додаткову увагу до її справи привернули після того, як її мати, отримавши повідомлення про те, що Лук жива і перебуває в лікарні Гази, звернулася до федерального уряду Німеччини з проханням про допомогу. Після цього, за даними німецької влади, Лук була зарахована до восьми громадян Німеччини, викрадених бойовиками ХАМАС. Однак пізніше з'ясувалося, що її було вбито; 30 жовтня МЗС Ізраїлю підтвердило її загибель. Президент Ізраїлю Іцхак Герцоґ повідомив, що Шані Лук була обезголовлена.

## Насильство сексуального характеру
Стосовно заручників застосовували сексуальне насильство. Зокрема, 17-річна Агам Гольдштейн-Алмог, батька і старшу сестру якої бойовики ХАМАС раніше вбили в Кфар-Азі, свідчила перед Кнесетом про перенесене їй та іншим заручницям насильство сексуального характеру, а також про те, як поряд із нею катували іншу заручницю, звинувачену в службі офіцером ЦАХАЛ. Американська підприємиця і філантроп Шеріл Сендберг зняла одногодинний документальний фільм «Крики, а потім — тиша» про сексуальне насильство ХАМАСу.

## Вбивства і загибель в ув'язненні
Щонайменше 12 заручників були страчені ХАМАСом в ув'язненні. Так, 6 заручників (Авраам Мундер, Ягев Бухштаб, Алекс Данциг, Надав Попплевелл, Йорам Мецгер і Хаїм Пері), чиї тіла було виявлено 20 серпня 2024 року, згідно з розслідуванням ЦАХАЛу, було страчено ХАМАСом. Ще 6 заручників (Герш Голдберг-Полін, Орі Даніно, Еден Єрушалмі, Альмог Сарусі, Олександр Лобанов і Кармель Гат), чиї тіла було виявлено 31 серпня 2024 року, було страчено ХАМАСом у тунелі, де їх раніше утримували, пострілами в голову.
3 заручників (Самер Талалька, Йотам Хаїм і Алон Шамріз) змогли втекти, але 15 грудня 2023 року були помилково застрелені ізраїльськими військовими під час бою в Шеджайї, оскільки їх прийняли за бойовиків.
Станом на 9 лютого 2025 року, з 76 заручників, що залишалися в секторі Газа (73 з яких — викрадені 7 жовтня 2023 року), щонайменше 34 офіційно вважають загиблими; їхні тіла утримуються ХАМАСом.

## Реакція
8 жовтня 2023 року сім'ї викрадених і зниклих безвісти провели пресконференцію і зажадали від уряду почати діалог із сім'ями та провести операцію з повернення зниклих додому, призначити особу, відповідальну за постійний зв'язок із сім'ями, негайно залучити президента Туреччини Ердогана, спадкоємного принца Саудівської Аравії Мухаммеда ібн Салмана і президента Єгипту Ас-Сісі до процесу звільнення заручників. Уряд призначив Галя Гірша відповідальним з цього питання.
Мансур Аббас, голова партії ізраїльських арабів РААМ, заявив, що він «закликає керівництво всіх палестинських фракцій продемонструвати гуманну моральну позицію, що відображає цінності ісламу, і негайно звільнити всіх викрадених, заручників і полонених».

### Міжнародна реакція

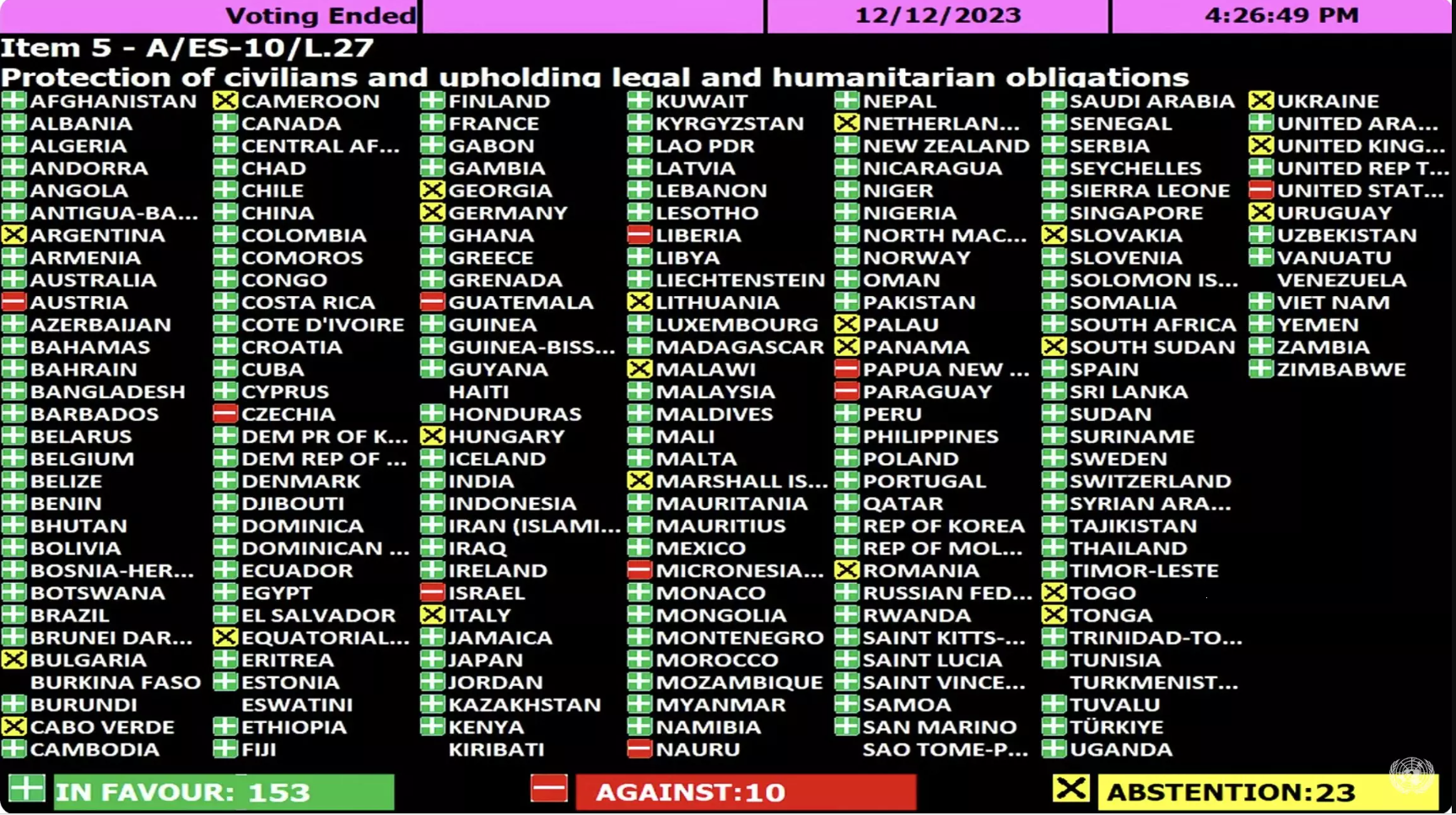
12 грудня 2023 року Генеральна Асамблея ООН ухвалила резолюцію ES-10/22 із закликом до негайного припинення вогню та «негайного і безумовного» звільнення заручників.

16 жовтня 2023 року у звіті, надісланому до Міжнародного комітету Червоного Хреста медичною командою женевської організації «Форум заручників і зниклих безвісти» на чолі з Хагаєм Левіним, йшлося про те, що заручники «терміново потребують лікування та життєво необхідних ліків» і «схильні до негайної смерті». У звіті також висловлюється занепокоєння щодо немовлят, які потребують дитячого харчування.
25 жовтня 2023 року прем'єр-міністр і міністр закордонних справ Катару Мухаммед бін Абдулрахман бін Джасім Аль Тані заявив, що у переговорах про звільнення заручників досягнуто певного прогресу. Того ж дня генеральний директор Всесвітньої організації охорони здоров'я Тедрос Аданом Гебреїсус зустрівся з учасниками Форуму заручників і зниклих безвісти і сказав:

| Існує нагальна потреба в тому, щоб викрадачі заручників надали ознаки життя, докази надання медичної допомоги та негайного звільнення з гуманітарних міркувань та міркувань охорони здоров'я всіх викрадених. |
| |